# Estadio Ramón Tahuichi Aguilera
Das Estadio Ramón „Tahuichi“ Aguilera Costas ist ein Fußballstadion mit Leichtathletikanlage in der bolivianischen Stadt Santa Cruz de la Sierra, Provinz Andrés Ibáñez. Es wird von den Fußballvereinen Club Blooming, Oriente Petrolero, Club Deportivo Universidad Cruceña, Club Destroyers und Royal Pari FC genutzt. Die Anlage hat eine Kapazität von 38.000 Plätzen und wurde 1939 gebaut. Es war auch eines der Stadien der Copa América 1997 und mehrerer internationaler Turniere, wie der Copa Libertadores und der Copa Sudamericana. Früher war es als Estadio William Bendeck bekannt, wurde aber 1980 nach dem bolivianischen Fußballspieler Ramón Aguilera Costas benannt.
Für den 22. November 2025 hat der Verband CONMEBOL das Finale der Copa Sudamericana 2025 ins El Tahuichi vergeben.